# Paul De Ridder
Paul De Ridder (* 20. August 1948 in Ukkel) ist ein belgischer Historiker und Politiker.

## Werdegang
De Ridder studierte Geschichte in Antwerpen und in Gent. Bei den Wahlen zum Brussels Hoofdstedelijk Parlement 2009 führte er die Liste der  Nieuw-Vlaamse Alliantie (N-VA) an. Seine Partei erreichte 4,99 % der Stimmen, er wurde mit 710 Vorzugsstimmen gewählt. Seither ist er Fraktionsvorsitzender der einköpfigen N-VA-Fraktion im Brüsseler Parlament.